# 70 Pegasi
70 Pegasi (70 Peg) es una estrella en la constelación de Pegaso.
De magnitud aparente +4,55, es el decimonoveno astro más brillante en su constelación.
Se encuentra a 164 años luz del sistema solar, siendo el error en dicha medida de un 4,2%.

## Características
70 Pegasi es una gigante amarilla de tipo espectral G7III.
Con una temperatura efectiva de 5045 ± 29 K, es 42 veces más luminosa que el Sol.
Modelos teóricos le otorgan un radio nueve veces más grande que el radio solar, por lo que, dentro de las gigantes, no es de las de mayor tamaño.
Al igual que otras estrellas similares, gira lentamente sobre sí misma con una velocidad de rotación proyectada de 1,5 km/s.
Su masa aproximada es 2,5 veces mayor que la del Sol y su edad se estima en 1040 millones de años. A diferencia de muchas otras gigantes, puede estar fusionando ya el helio de su núcleo interno.
70 Pegasi es una estrella binaria, aunque nada se sabe sobre su compañera estelar.

## Composición química
70 Pegasi posee una metalicidad algo mayor que la solar ([Fe/H] = +0,06).
Prácticamente todos los elementos estudiados son sobreabundantes en relación con el Sol, destacando el cerio, 2,2 veces más abundante que en nuestra estrella.
Es relevante su elevado contenido de nitrógeno ([N/H] = +0,39), el segundo más alto dentro un estudio que comprende 34 gigantes.